# 彰化縣立溪州國民中學
彰化縣立溪州國民中學，簡稱溪州國中，位於台灣彰化縣溪州鄉，創校於1957年7月，佔地面積32,620平方公尺。學區包含溪州鄉尾厝村、瓦厝村、溪厝村、坑厝村、水尾村、三圳村、三條村、溪州村、東州村、舊眉村、菜公村、埤頭鄉新庄村。該國中與溪陽國中，是溪州鄉的唯二的國中，都被列入107學年度彰化縣偏遠國民中學。

## 沿革
該校起源自1957年7月1日彰化縣政府派高明敏先生為創校籌備主任，負責籌備建校事宜並於1957年9月25日完成建校籌備工作，台灣省政府教育廳准予設校，校名為「彰化縣立溪州初級中學」，1957年10月21日舉行創校成立及開學典禮，定此日為校慶日。於1963年試辦國民學校畢業生免試升學，至1968年九年國民教育開始施行時停止。在高明敏先生任內推動下，於1966年開始實驗閉路電視教學，該校成為中華民國第一所試用閉路電視教學的學校。1967年政府命令實施九年國民教育，隔年8月1日配合九年國民教育，該校奉令改制為「彰化縣立溪州國民中學」。

### 歷屆校長
| 上任時間   | 姓名       |
| ---------- | ---------- |
| 1957年10月 | 高明敏先生 |
| 1968年2月  | 任世公先生 |
| 1971年3月  | 賀玉琴女士 |
| 1979年8月  | 程為山先生 |
| 1985年10月 | 陳佳聲先生 |
| 1989年8月  | 劉欽敏先生 |
| 1994年9月  | 陳燦晃先生 |
| 2001年8月  | 潘福來先生 |
| 2008年8月  | 張耀忠先生 |
| 2015年2月  | 江永泰先生 |
| 2019年2月  | 張耀忠先生 |
| 2021年9月  | 張耀忠先生 |

## 榮譽
- 2019年全國躲避球錦標賽，溪州國中躲避球校隊獲得國中男子組冠軍、國中女子組季軍[10]

## 知名校友
- 吳晟[11]
- 陳昇[12]
- 張盛舒